# Eira

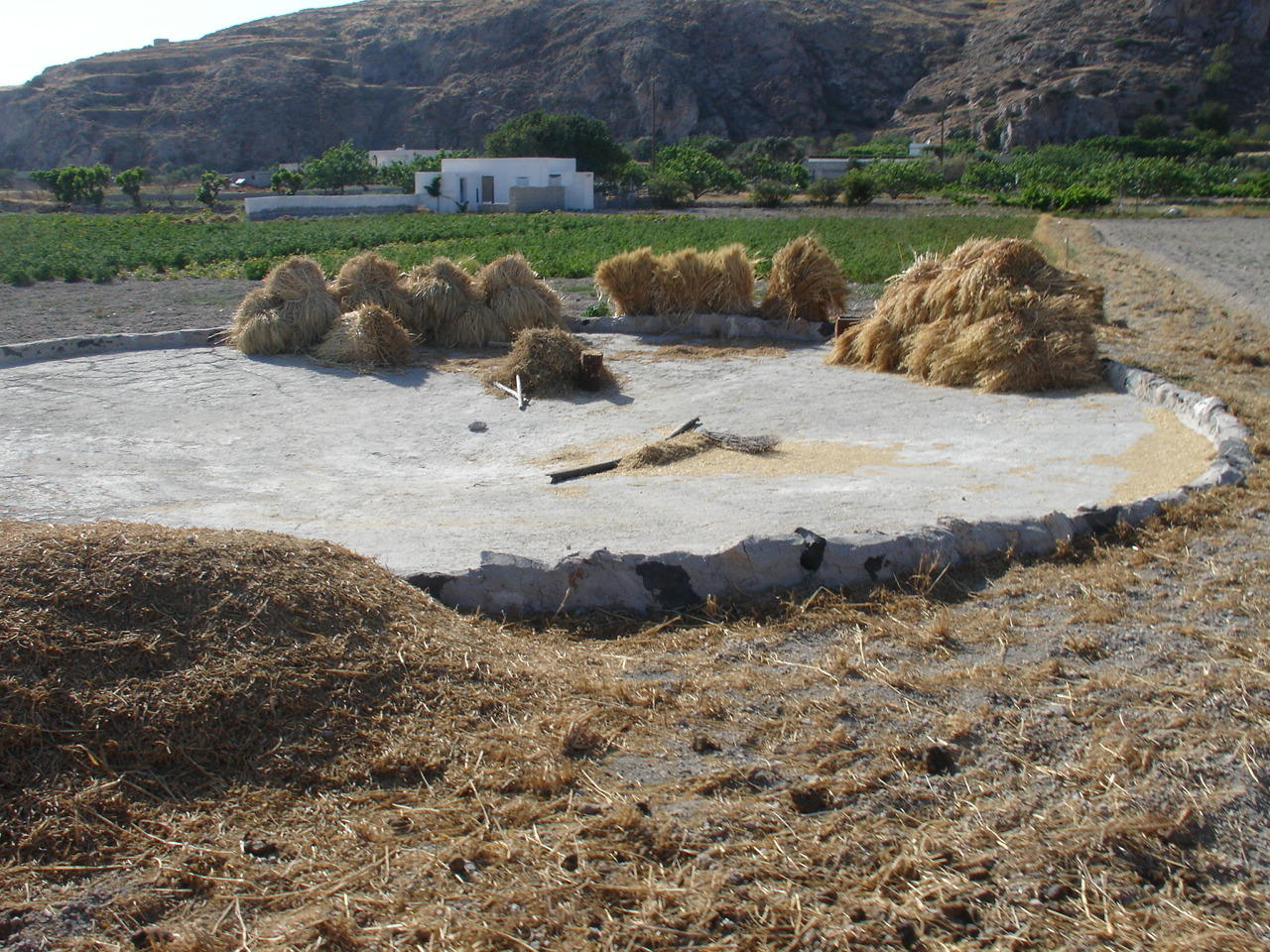
Eira na Grécia

Eira (do latim area — área, pedaço de terra) é um espaço plano com um chão duro, de dimensões variáveis, onde os cereais eram malhados e peneirados, depois de colhidos, com vista a separar a palha e outros detritos dos grãos de cereais.  Sua origem está ligada ao advento da agricultura e o consequente cultivo dos cereais, onde desenvolveram-se várias técnicas, ferramentas e instalações especificas.
A expressão remonta aos anos 1500 em Portugal e dava nome ao terreiro ao lado das casas onde eram recolhidos os cereais, entre outros produtos agrícolas, para secar, malhar ou limpar. As eiras também cumpriam uma função social, uma vez que proporcionavam um local onde podiam decorrer cerimónias ou eventos públicos, tais como bailes ou missas.
Em Portugal, em particular no norte do país, é frequente encontrar espigueiros a rodear as eiras, pois eram nestes lugares que os cereais eram armazenados. A importância da eira na vida das populações rurais era de tal forma evidente, que a palavra deu origem a vários topônimos. 
Para referir-se a alguém sem posses, utiliza-se a expressão "sem eira nem beira".